# Juan Fugl
Juan Fugl (en danés: Hans Fugl) (Horslunde, Dinamarca, 24 de octubre de 1811 – Copenhague, Dinamarca, 25 de enero de 1900) fue uno de los primeros inmigrantes de la ciudad argentina de Tandil y ocupó el cargo de intendente de esa ciudad.
Su padre era labrador, por lo que para ayudar a su familia tuvo que trabajar desde niño desempeñando esa misma labor en una estancia. Tras recuperarse de algunas enfermedades, estudió magisterio en un seminario. Con ideas colonizadoras arribó a Argentina y se instaló en Tandil, dedicándose a la docencia y a la agricultura; allí fundó la primera escuela del pueblo y construyó la primera panadería. En Tandil aún se conserva el molino que él mismo fabricó. Fue intendente y juez de paz, además de ocupar otros cargos políticos.
En un viaje de visita a Dinamarca contrajo matrimonio con una sobrina. Tuvo ocho hijos, un varón y siete niñas, de las cuales seis fallecieron a temprana edad. Su hijo se trasladó a Copenhague para recibir allí su educación secundaria; esta ciudad fue la elegida por Fugl para terminar sus días.

## Trayectoria

### Llegada a la Argentina

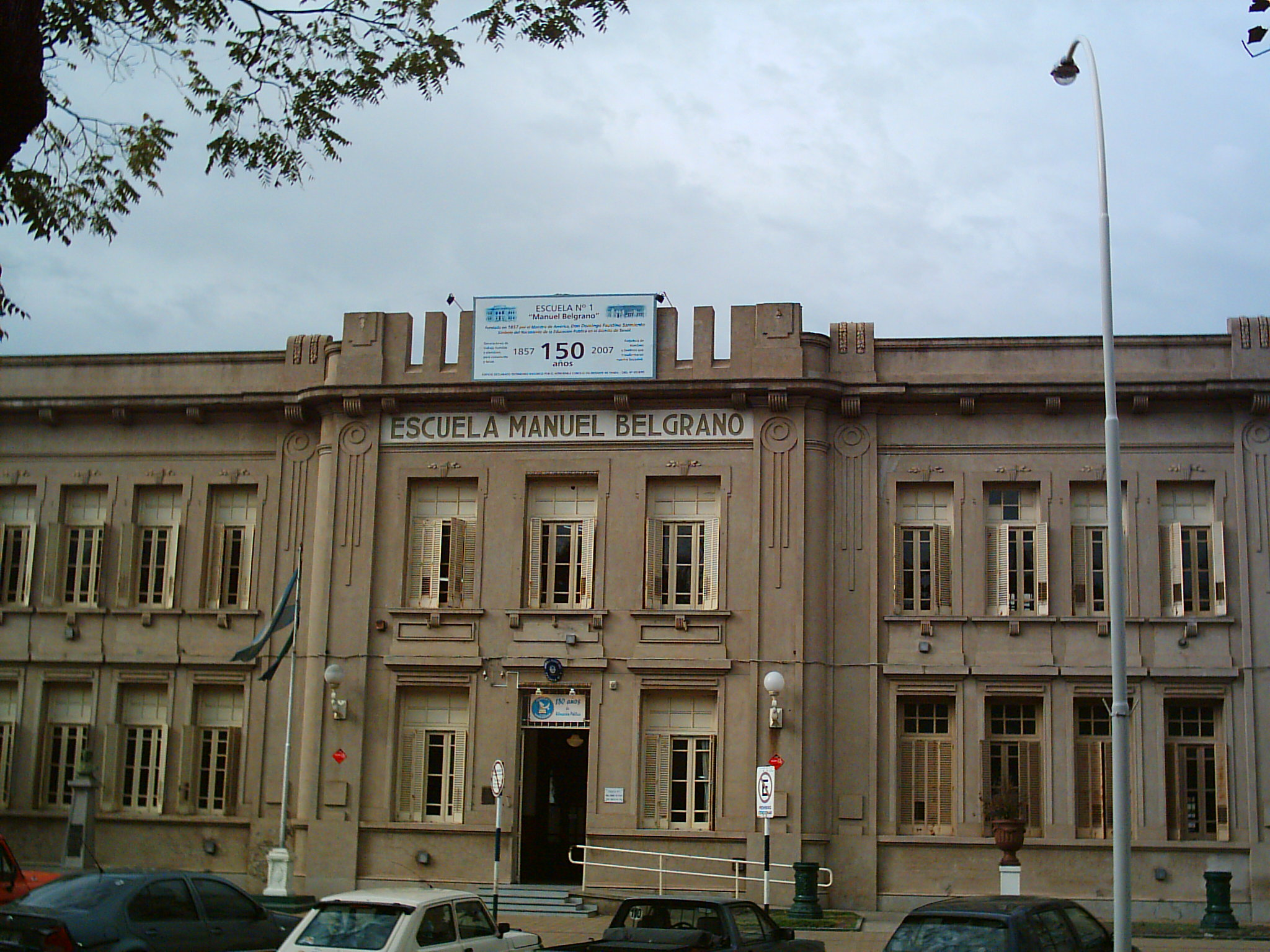
Escuela fundada por Fugl.

Fugl llegó a la Argentina a fines de 1844 junto a tres personas: un médico amigo de apellido Jacobsen, con quien leyó en el periódico Berlingske Tidende un artículo acerca de un marino que viajaba frecuentemente a la Argentina, y Christopher Holer, quien fue recomendado a Fugl por sus padres, que lo conocían de su trabajo en una escuela de la isla de Falster. Saxild, un médico de Dinamarca residente en Buenos Aires, les hizo una carta de recomendación.
Saxild fue una fuente de información y económica para los recién llegados a pesar de que el trato no fue del todo cordial. Se hospedaron en una pensión aledaña al puerto. Allí hicieron contactos con unos marinos connacionales suyos y otros alemanes para emplearse en la ciudad de Buenos Aires, gobernada en ese entonces por Juan Manuel de Rosas. Consiguieron después de varios intentos un empleo como peones de campo en la chacra de Beider, un inmigrante alemán. Este señor prometió asociarlos como agricultores aparceros, cosa que no cumplió en el tiempo estipulado. Fugl se asoció entonces con Gjersing, quien arrendaba una chacra lechera al norte de la ciudad, y trabajó como lechero. Una anécdota que se recuerda es que confundió la palabra peso por beso y le vendió a una dama un litro de leche a cambio de un beso.
A principios de 1846 dejó de lado la sociedad con Gjersing y volvió a encontrarse con Jacobsen, con quien arrendó una chacra agrícola en Maldonado; este emprendimiento duró poco porque Jacobsen optó por ejercer su profesión como médico rural en el interior de la provincia de Buenos Aires. Fugl lo ayudó económicamente para que pudiera instalarse con su familia en la campaña del sur. La amistad continuó y, cada cierto período, se encontraban en Buenos Aires, donde Jacobsen se proveía de medicinas.

### Llegada a Tandil
Fugl pensó que tenía que hacer lo mismo que su amigo si quería conseguir campos agrícolas: mudarse a las pampas. Primero se estableció en Barrancosa, donde se dedicó a la carpintería y conoció a la viuda de Mosqueira, quién se atendía con Jacobsen y vivía en Tandil. Esta señora conocía a Felipe Vela, que tenía estancias, y a quien Rosas había nombrado juez de paz. En ese entonces el gobierno estaba haciendo campaña para colonizar la zona de Tandil y ofrecía tierras a los colonos a cambio de sembrar trigo; Fugl aprovechó la oportunidad a finales de 1847 y se radicó en el entonces pueblo, donde construyó una casa de paja y barro y trabajó como agricultor. Vela le otorgó una estancia de cuatrocientas varas. 
Fugl regresó a Barrancosa y más tarde a Buenos Aires, donde se alojó en la casa de Gjersing. Invirtió sus ahorros en bienes no perecederos para revenderlos en el pueblo. En compañía de un panadero apellidado Jorgensen inició el regreso a Tandil, a donde llegaron en marzo de 1849. El comandante Parejas le asignó a Jorgensen una chacra vecina a la de Fugl. Como los daneses construyeron sus casas de forma diferente a lo que se hacía en el lugar, recibían visitas de curiosos entre los que se encontraba el dueño de la pulpería, Narciso Domínguez. Los agricultores no eran muy comunes en esta zona, había gauchos, ganado y malones. Fugl fue el primer agricultor danés de la zona y el primero en sembrar trigo, tuvo que construir surcos y alambradas, que no se conocían en ese entonces en esta zona, y además hacerle a frente a los gauchos, a sus animales y a los malones, para que no arruinaran sus sembradíos.

### Trayectoria como comerciante y agricultor

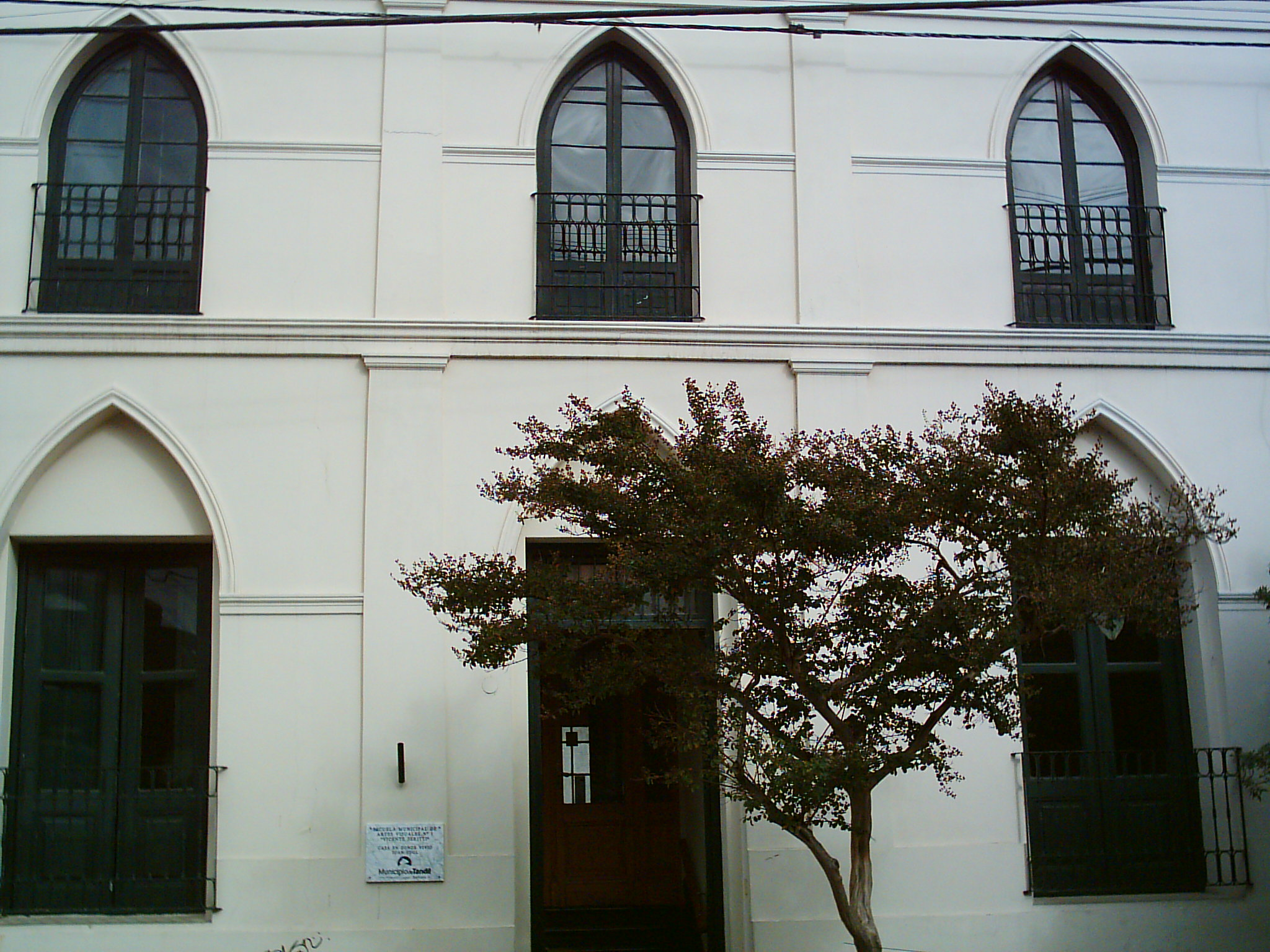
Casa donde vivió.

Fugl y Jorgensen comercializaban los productos que traían de Buenos Aires en el campo a cambio de cueros, plumas y cerdas, que a su vez revendían en la pulpería de Domínguez, quien los contactó con unos estancieros dedicados a la siembra de trigo. Estos estancieros le vendían fanegas para semilla, pero Jorgensen se fatigó de esta vida y regresó a Buenos Aires. Fugl se desempeñaba como carpintero o comprador de cueros para Domínguez mientras esperaba los resultados de la cosecha. El comandante Parejas le consiguió trabajo de carpintero en la estancia de la familia Gómez. Fue recibido por Ignacio Gómez con una advertencia:

Si ha venido a este país a vivir, entonces fíese de usted mismo y no de otros. Además tiene que respetar y obedecer a las autoridades, así al señor juez de paz don Felipe Vela, al señor alcalde don Daniel Arana, al comandante don Rosendo Parejas (...), al señor teniente alcalde don Ramón Zabala, y a mí que he sido alcalde...

En 1856, el entonces presidente de la Nación, Domingo Faustino Sarmiento, aprovechando su profesión docente le encargó que fundase una escuela en la ciudad, tarea que finalizó en 1857. Fue la primera escuela de la ciudad y por ese motivo se la denominó Escuela Nro. 1, actualmente la Escuela Nro. 1 «Manuel Belgrano».
En la esquina de Maipú y 9 de julio estableció, en el año 1874, la primera panadería de la ciudad. La construyó él mismo en forma contigua a su casa. El frente medía ochenta metros de largo, las paredes eran de color blanco, el techo estilo colonial de tejas rojas y las ventanas en forma de ojiva de color verde. Allí vivió con su esposa y una pequeña hija llamada Valgerda.

### Inicio de la construcción del molino hidráulico y primera visita a Dinamarca

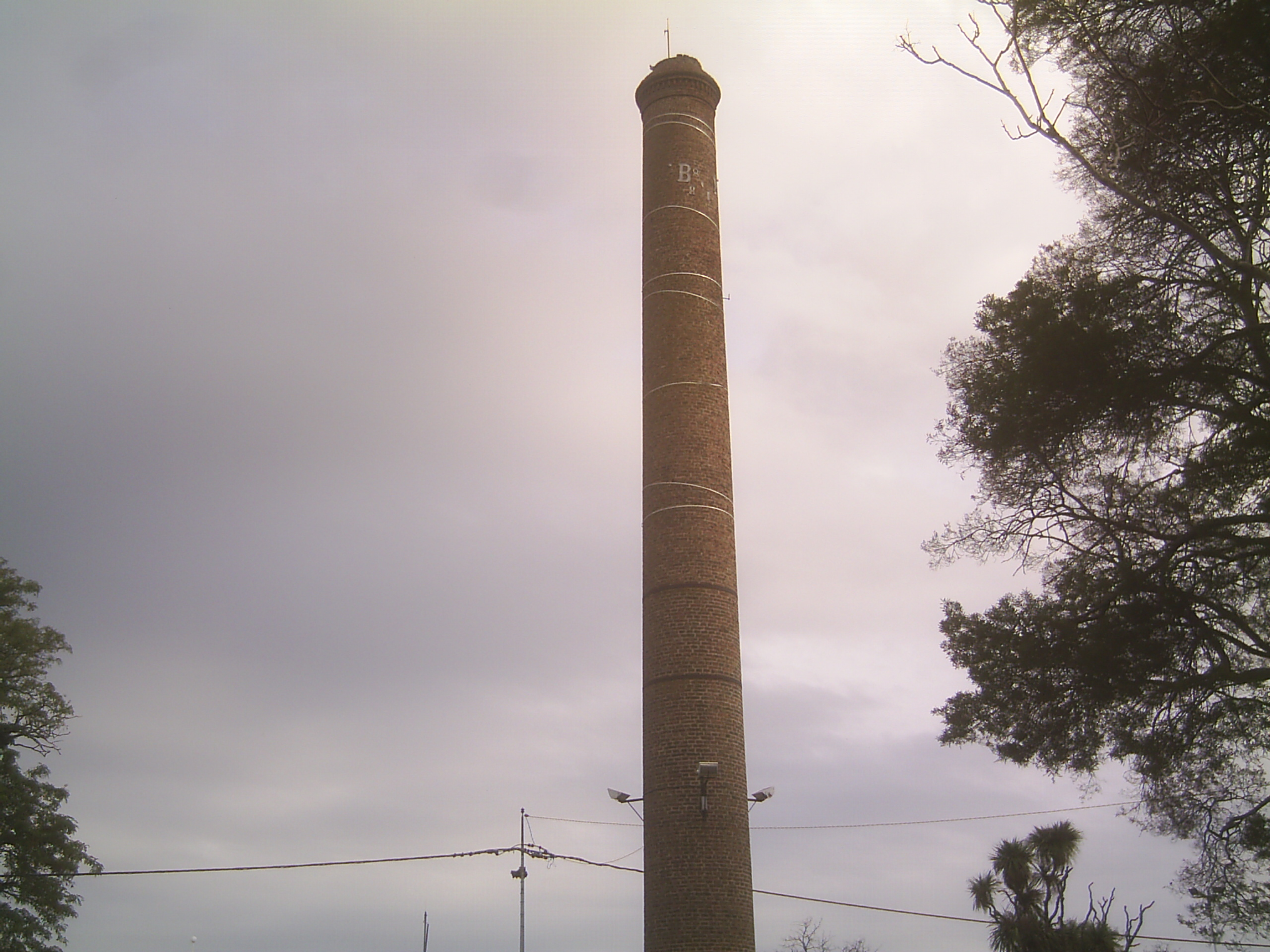
Vista del molino hidráulico.

En 1850 inició la construcción de un molino que accionó con energía hidráulica, alimentado con el agua de un arroyo que cruza la ciudad. Aún hoy se conserva un sector del edificio refaccionado. También construyó con piedras extraídas a golpes de martillo de los cerros cercanos la primera tahona tirada con mulas, con dos muelas con las que realizó la molienda de cereal. Viajó a Dinamarca en 1858 para buscar herramientas y planos para construir el futuro molino. Allí contrajo matrimonio con Dorothea, una sobrina suya. Domínguez quedó a cargo de las propiedades de Fugl durante su ausencia, que a esa altura ya incluían varios solares y chacras.
En 1862 construyó un terraplén de tierra y piedra con el objetivo de que la corriente de agua pusiera en funcionamiento el molino. Surgió un inconveniente, una tormenta de verano provocó una inundación y el desbordamiento del arroyo destrozó el trabajo de meses, que debió ser iniciado nuevamente. Una vez en funcionamiento, se colmó la capacidad del molino. A finales de 1862, el molino tenía una capacidad de molienda de 1023 kilos de grano, pero la herrería falló, y estuvo fuera de servicio hasta 1921, cuando fue reparado por la familia Mustin.

### Último período en Tandil
Regresó en 1873 junto a su esposa Dorothea y muchos connacionales que vinieron con él para intentar probar suerte en la ciudad, por lo que se afirma que es el fundador de la primera colonia danesa en la localidad; actualmente es una de las más grandes del mundo. El matrimonio se instaló en una casa contigua a la panadería. Varios de los inmigrantes que llegaron con él se radicaron en Necochea y Tres Arroyos, ciudades donde varios agricultores son daneses. Fugl los ayudó a que se radiquen en la zona y que tuvieran su misma suerte. Fue criticado por brindar este tipo de ayuda; en sus memorias se puede leer:

....es una experiencia muy conocida, que cuando se quiere ayudar o servir a
otros, el pago es el desagradecimiento no solo de quienes se ayuda, sino de los que están próximos...y entonces es fácil afirmar que “ese loco podía no haberse metido, pero quería hacerse notar” así me ha pasado en muchos casos, y este viaje de regreso no fue la excepción...

Con Fugl y su señora entraron al país dieciséis personas; uno solo con su familia, los restantes eran solteros. Algunos trabajaron con él como peones en sus chacras o construyendo el molino.

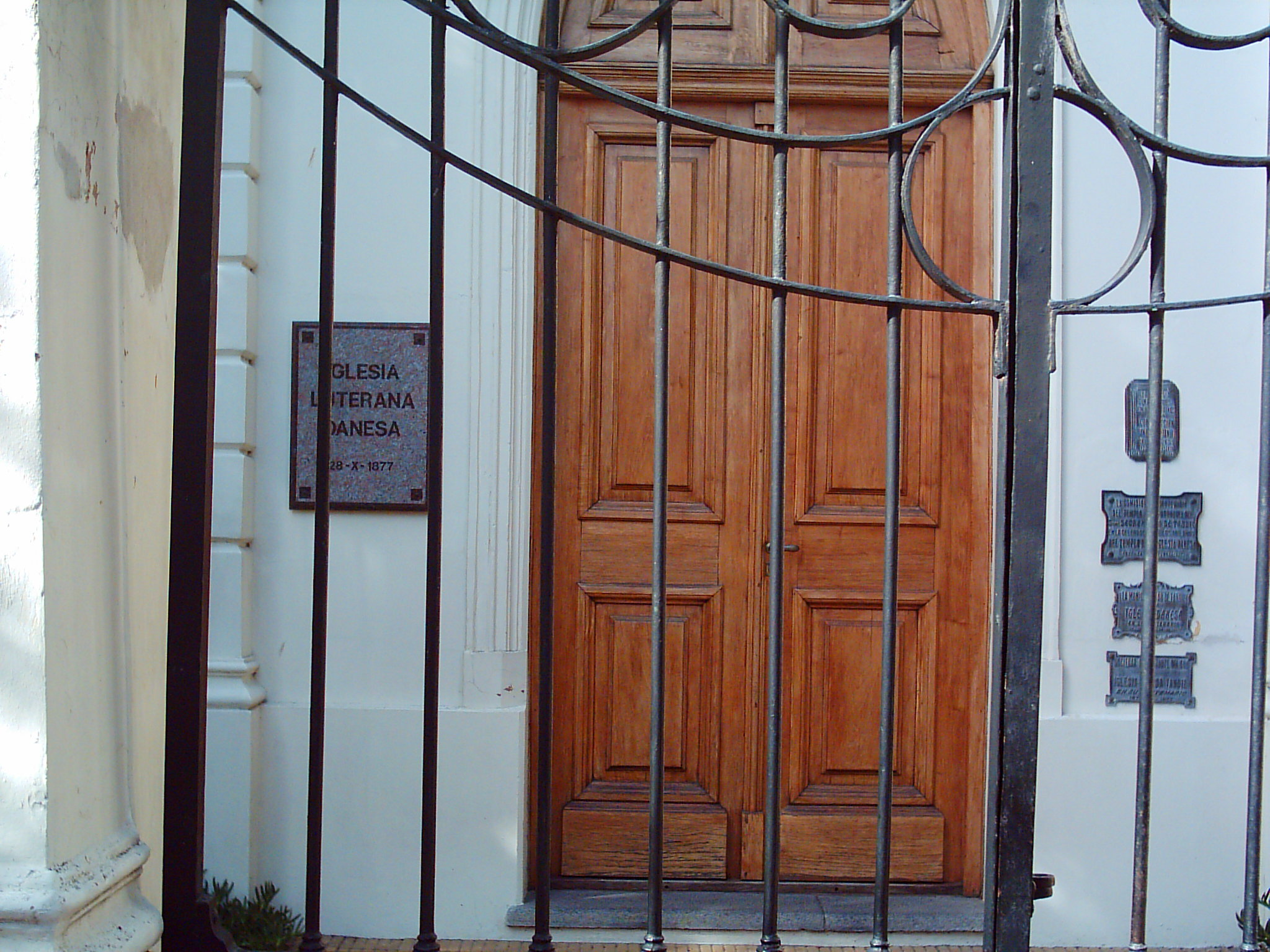
Frente de la Iglesia danesa de Tandil.

Con el transcurso de los años, los inmigrantes solteros mandaban a buscar a sus novias, las familias a sus consanguíneos y éstos a sus amigos, lo que provocó un flujo migratorio entre los años 1860 y 1870 entre los archipiélagos sureños de Dinamarca (especialmente Mon) y Tandil. Fugl les ofrecía algunas casas que poseía en sociedad con Filip Mackeprang (el rubro inmobiliario fue otra fuente de ingreso para los Fugl), les prestaba dinero o les daba recomendaciones para que consiguieran un empleo. Una de las personas que les brindaba trabajo a los inmigrantes que recomendaba Fugl era Ramón Santamarina, futuro compañero político del danés.
Como los daneses que llegaron con Fugl no consensuaban del todo con la doctrina de la Iglesia Católica, proyectaron la formación de una Iglesia Luterana en este país. Los primeros oficios religiosos se realizaron en los domicilios particulares de los recién arribados. Como no había un pastor de esa religión, era Fugl quien los presidía actuando como ministro religioso en bautismos, casamientos y sepelios. En 1870 le solicitaron a su Rey que nombre un pastor en este pueblo. El pedido se cumplió con la llegada de Oscar Meulengracht, quién inauguró en 1877 el templo de esa religión en la calle Maipú 599, su ubicación actual.
En 1873 le ganó por un voto (360 a 359) a Ramón Santamarina y asumió la intendencia de la ciudad, siendo el primer intendente de origen danés de la Argentina. Además, hasta que regresó a su país natal, fue juez de paz, concejal y presidente de la Comisión de Educación.
En 1890 regresó a Dinamarca y se radicó en Copenhague, en una villa de Østerbro a la que llamó «Villa del Tandil». Allí, redactó sus memorias a los 73 años de edad y prestó ayuda a todo aquel que quiso emigrar a la Argentina.

### Trayectoria política y social
Las buenas relaciones, y algunos conflictos con los miembros del poder y prósperos comerciantes lo introdujeron en la política local, ayudado además por su crecimiento económico y educación. En 1850 se formó la primera Comisión Municipal de Tandil, contando entre sus miembros a Narciso Domínguez como comisionado de obras públicas.
En el año 1854 ya era miembro de la Corporación Municipal y, junto a Narciso Domínguez, establecieron un servicio de transporte mediante diligencia entre Tandil y la ciudad de Dolores.
En el año 1855 los malones atacaron la ciudad, por lo que Fugl y Domínguez se dirigieron hacia la estancia "El Carmen" del general Eustoquio Díaz Vélez, el jefe de milicias, exigiendo mayor protección para el pueblo. Los pocos habitantes del poblado, aterrorizados, optaron por huir a Dolores ya que por entonces, dado las grandes distancias, la falta de comunicación y de caminos adecuados, la llegada de la guardia nacional se producía una vez que los indios habían efectuado el malón. Fugl declaró en esta ocasión:

Al fin de cuentas, los soldados que llegaron no habían resultado mucho mejor que los salvajes, pues en las casas abandonadas que encontraron, robaron todo lo que pudieron y les fuera útil. Resultaba notorio que la Guardia Nacional por lo general llegaba después de que los indios habían hecho los peores destrozos.

Si bien el viejo general inició las tratativas para recomponer la debilitada línea fronteriza, debido a su fallecimiento, el 1 ya abril de 1856, continuó su labor el también veterano general Manuel Escalada, designado jefe del ejército de la frontera Sur, quien recién, el 15 de marzo de 1857, firmó un acuerdo de paz con el cacique mayor Catriel, otros caciques como Cachul, sus familias y demás capitanejos, logrando llevar una temporaria paz a Tandil.
Fugl, en 1857, fue nombrado procurador municipal (el cargo lo habilitaba para reemplazar al presidente de la Corporación ante un eventual fallecimiento) y encargado de educación y obras públicas.
A pesar de que la población de connacionales suyos era importante en ese entonces, la mayoría de los contactos que establecía Fugl eran con personas de otras nacionalidades. Igualmente, tuvo relaciones comerciales con sus pares. Pedro Nielsen fue su socio en una de sus chacras y tuvo su panadería alquilada durante el tiempo que Fugl regresó de visita a Dinamarca. Fue garante en un crédito a Manuel Eigler en la sucursal del Banco Provincia de la ciudad de Azul, para que este pudiera establecer su almacén de ramos generales.

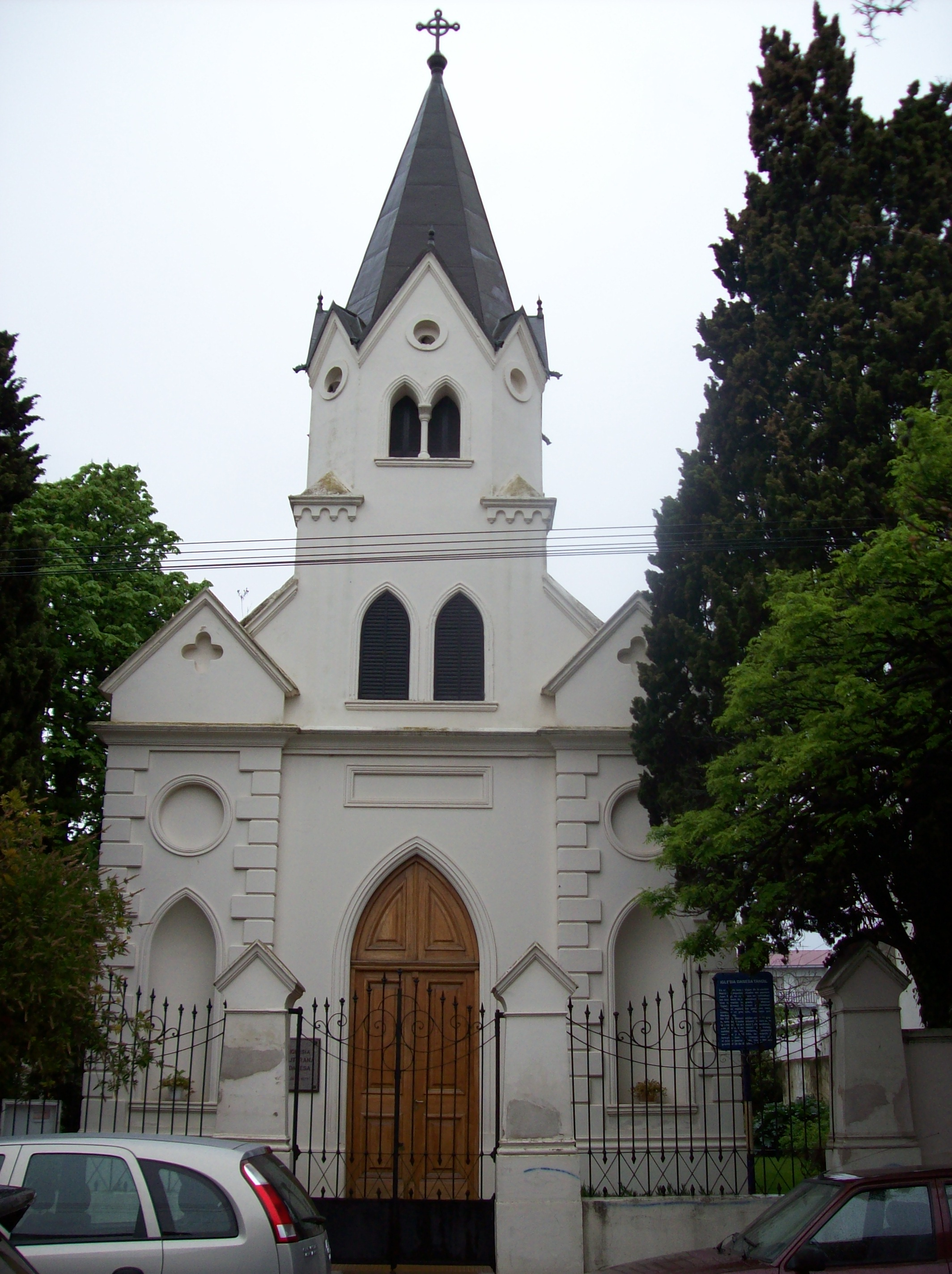
Iglesia danesa de Tandil.

Su esposa anotó en su diario que Fugl prefirió minimizar las relaciones con sus connacionales. Invocó en el escrito con frecuencia las reuniones con la familia Mackeprang, los encuentros con los Nielsen o los Mathiasen y la sociedad económica y política con Eigler. Para sus compatriotas, sin embargo, sirvió de punto de referencia como se demostró en 1868, cuando lo nombraron presidente de la Sociedad Protestante que los daneses formaron junto con los ingleses y alemanes locales. En 1875, ya de regreso definitivamente en Dinamarca, intercedió ante las autoridades religiosas para que nombraran un pastor para la iglesia recién conformada.
En 1873, presidió junto a Santamarina la lista del alsinismo, incluyendo a Eigler y al vasco Arabehety, y teniendo como contraparte al estanciero Gómez (su primer empleador cuando llegó al pueblo), al coronel Machado (un conocido de la década de 1860) y a Moisés Jurado (compartieron listas en las elecciones municipales de décadas anteriores), quienes representaban al mitrismo. Para estos comicios, la sociedad estaba dividida en dos partes contrapuestas, generando conflictos entre personas que parecían alineadas hasta entonces. Se cree que Ramón Santamarina atrajo la mayoría de los votos gracias a su poderío económico, pero Fugl y Eigler hicieron su parte. El resultado final fue de 350 votos para los alineados con Alsina contra 317 para los de Mitre, aunque otra fuente dice que los resultados fueron: 360 votos para Fugl, 359 para Santamarina, 317 para Jurado, 313 para Figueroa y 303 para Juan Prado. Las causas por la que los daneses votaron a la lista alsinista pueden deberse seguramente a numerosos favores que Fugl les hizo. En 1871 revisó que todos los títulos de propiedad de las quintas y chacras estuviesen en regla para cumplir una disposición provincial de 1871 que lo exigía. En 1873 apeló a las autoridades provinciales para que desplazaran al director del Banco Provincia de la sucursal de Tandil, el coronel Machado, por otorgar créditos solamente a sus amigos. El coronel ocupaba el cargo desde la creación de la sucursal en 1872. Este fue su último acto político antes de su regreso definitivo a su país natal.

## Matrimonio y vida familiar
Cuando regresó de visita a su país natal, Fugl se encontró con que sus padres habían fallecido y que las epidemias que azotaban la zona habían terminado con las vidas de varios sobrinos. Durante este período que estuvo de visita en Dinamarca, Fugl se hospedó en la granja de su hermana Anne Kristine Fugl y su cuñado Hans Larsen Sangskor.  Con Anne Kristine el asunto había sido distinto, las dos hijas mayores habían contraído matrimonio con granjeros de la zona y habían tenido descendencia. Dorothea era la hija menor, por lo que había sido elegida para cuidar a sus padres, lo que le impedía casarse. Tuvo largas conversaciones durante la noche con la hasta entonces sobrina. El tema de conversación predilecto de la joven era sus deseos de conocer el mundo, en contra de los deseos de sus padres y hermanos, que decían que tenía que hacerse cargo de sus progenitores hasta sus fallecimientos y después contraer matrimonio con un lugareño. En contra de este mandato, la joven se casó con su tío el 25 de junio de 1859 teniendo veintiún años y se mudó a la Argentina, cambiando radicalmente su destino.
A fines del verano de 1860, el matrimonio regresó a la Argentina, arribando el 2 de marzo y prolongándose la estadía hasta el año 1875, fecha en la que regresaron definitivamente a Dinamarca. El matrimonio se manejó de una manera tradicional para esa época. El marido, con una estancia anterior de doce años en la zona, tenía obligaciones políticas, económicas y sociales que lo obligaban a estar fuera de su hogar durante prolongados períodos. Ella se encargaba de las tareas del hogar y del sustento de una vida familiar fuerte, lo que derivó en una reclusión más acentuada en su hogar. Sin embargo, hasta que nació el primer hijo, acompañó a su esposo en la vida social. Salían a caminar por los cerros con amigos y celebraban reuniones religiosas, entre otras actividades.
Durante estos años Fugl fue juez de paz, concejal y presidente de la Comisión de Educación. En numerosas ocasiones el Coronel Benito Machado, comandante de la frontera sur, los invitaba a cenar, a mirar el corso desde la ventana del hogar de Narciso Domínguez, el pulpero local con quién compartió el gobierno municipal o a participar de los festejos del 25 de mayo.

### Hijos
En noviembre de 1860 nació su primer hijo. Este hecho provocó que Dorothea no pudiera dedicarse de lleno a la vida social, como ocurrió el 25 de mayo de 1861 cuando escribió:

¡Como deseaba estrenar aquel sombrero que la señora Sommer me había mandado por correo en el paquete con las compras de Buenos Aires! A último momento el niño se puso malo y Fugl se tuvo que ir sin mí.

El niño se llamó Hans Cristiano y fue el único varón de la familia. Su madre se dedicó a la crianza y protección del niño, así como de sus hermanas que vendrían posteriormente y el padre a la educación y disciplina. El pequeño asistió a la escuela de varones de Tandil pero, a pesar de que sus padres participaron en la formación de las escuelas locales (él como encargado de la comisión de educación y ella como Inspectora Corresponsal de la Sociedad de Beneficencia a cargo de la escuela de niñas), su padre afirmaba que la educación que su hijo podía recibir en el pueblo era precaria y deficiente. Él mismo reforzaba las clases. Así es como decidieron enviar a Hans a Copenhague, para que recibiera allí la educación secundaria. En abril de 1871 emprendieron el regreso a Dinamarca, que los padres y hermanos de Dorothea estaban esperando.
En julio de 1865, fecha en la que ya había nacido Meéta, nació Anne Kristine, homenajeando a la abuela materna, pero se contagió de tos ferina y vivió solo doce días. En 1866 nació Elena, con dificultades intestinales, pero logró sobrevivir. En 1868 otra muerte los volvió a golpear según expresa la madre:

Hoy nació nuestra cuarta hija, sana y fuerte pero con poco deseo de mamar. Estaba muy quieta y durmiendo. Pero entonces vino el mal de los siete días con sus calambres horrorosos, hasta que por fin expiró. Nunca podré olvidar su pequeña y tan suave manita, que se aferraba a mi dedo y su boquita que palidecía ante el ataque de tos. Fugl la bautizó con el nombre de Hulfrida.

En 1868 nació otra niña, a la que volvieron a bautizar como Hulfrida, siguiendo la tradición de la época, pero solamente vivió poco más de un año. En Dinamarca falleció Meéta con ocho años de edad, víctima de una epidemia de difteria que afectaba a la isla. Un mes después sucedió lo mismo con Elena, contagiada de su hermana. En abril de 1872 nació Valgerda concebida en una «época de dudas, tristeza y confusiones».
Dorothea reaccionó moderadamente ante el fallecimiento de sus hijas. Fugl, al contrario, con mucha tristeza y dolor, según expresó cuando falleció la segunda Hulfrida:

Cuando perdimos a las dos nenas con sólo poco días de vida me parecía que era lo más triste que me había ocurrido y me podría ocurrir, pero ahora sentía que era mucho más difícil separarse de la pequeña Hulfrida, que entendía nuestro amor y se sentía querida por todos.

Su fe religiosa estuvo en duda sobre todo con las muertes de Meéta y Elena. Se supone que Fugl recordaba aquellas experiencias mientras que Dorothea se distraía redactando un diario, actividad que interrumpió durante la visita a Dinamarca y que reinició en 1875, ya de regreso definitivo en Copenhague. La única referencia que hizo respecto a la epidemia de difteria fue cuarenta años después de sucedido, cuando escribió:

Fue una gran alegría al regreso encontrar a mis queridos padres y hermana, pero poco después mi felicidad fue empañada por la desgarradora pérdida de nuestras dos queridas hijas: Meéta y Elena (...) aunque prefiero no referirme a los detalles que de todas formas no me es posible olvidar.

## Fallecimiento

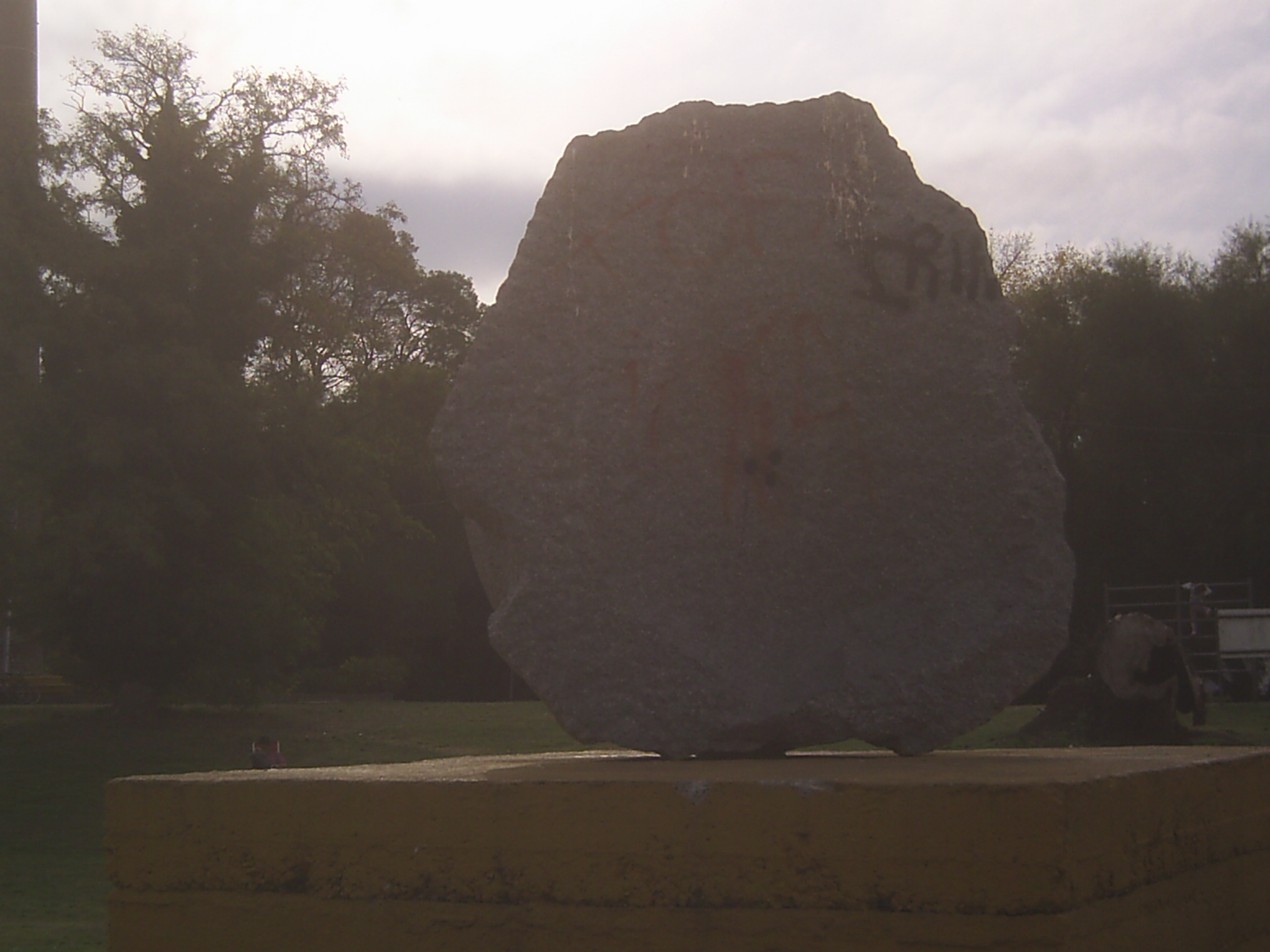
Muela del molino.

Fugl sufrió en su vejez de ataques de cálculos biliares. El 15 de enero de 1900 después de desayunar tuvo dolores en el lado derecho de su cuerpo y vomitó en varias oportunidades. La familia le brindó asistencia básica mediante paños calientes y dosis de opio esperando la llegada de un médico. Estuvo con esos síntomas varios días hasta que se alivió la dolencia pero aparecieron dolores en el vientre e hipo. El día 25 de ese mes llegó el desenlace cuando la respiración se hizo cada vez más lenta y el pulso empezó a detenerse. A las 21:30 falleció. Su entierro fue el 31 de enero previa ceremonia religiosa en la iglesia de Frederiksberg.

## Legado y homenajes
En Argentina se conservan sus memorias, en donde escribió en un párrafo ...por eso entrego estos cuatro tomos y los pongo a su disposición, para que los conserve después de que yo desaparezca.... En la ciudad de Tandil se conservan las muelas de piedra que fabricó, su monumento con vista al Lago del Fuerte inaugurado en 1964, ante la presencia de la princesa Benedicta de Dinamarca.

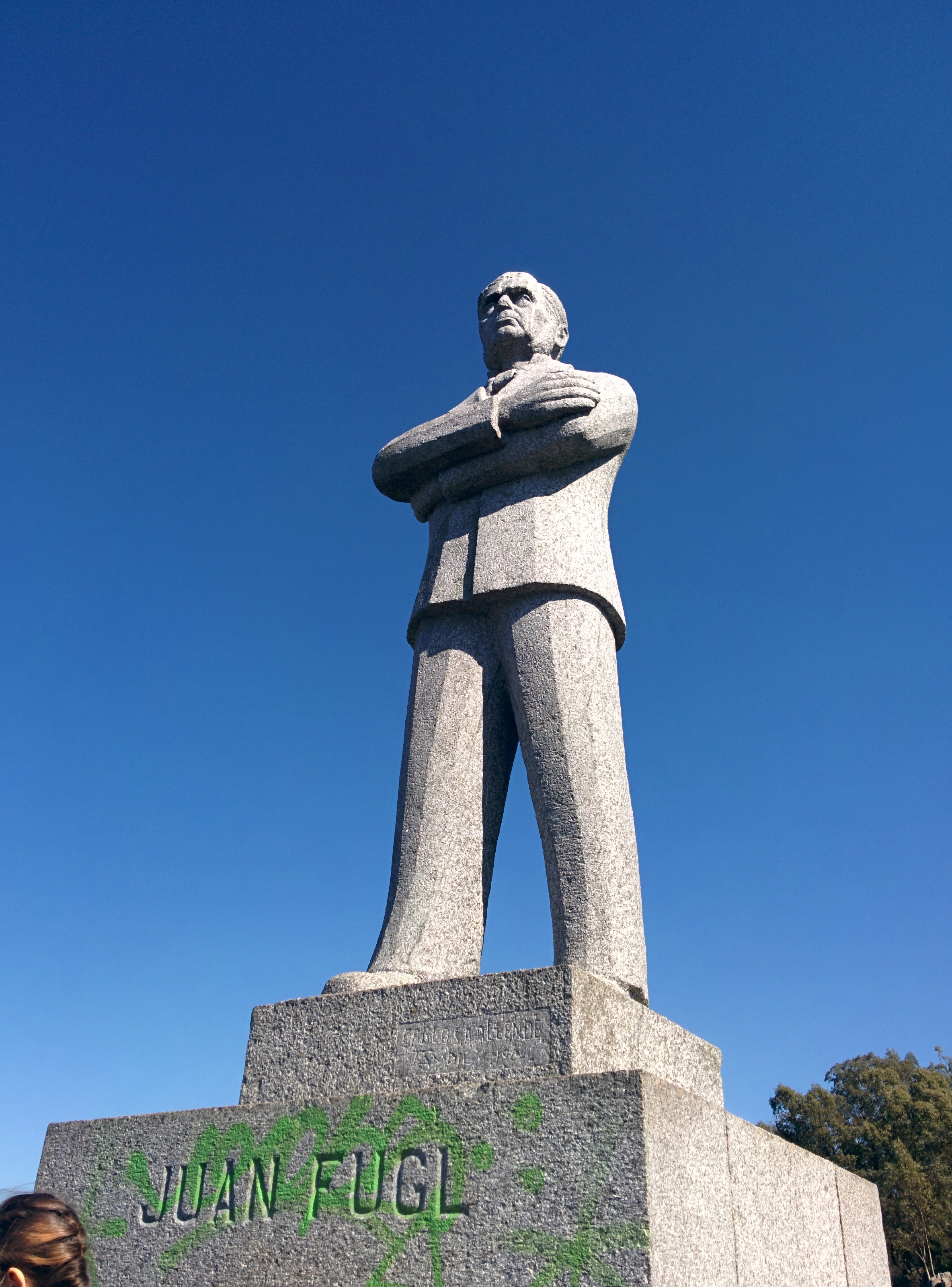
Monumento que se encuentra frente al lago del Fuerte. Ciudad de Tandil, Buenos Aires, Argentina

La casa donde vivió fue demolida por cuestiones edilicias y una calle de la ciudad lleva su nombre. En Dinamarca queda su tumba en el cementerio Garnison de Copenhague, con la ubicación de - Zona L – 7.ª fila – 5.ª tumba -